# Amsterdamsestraatweg 39 (Baarn)
De villa aan de Amsterdamsestraatweg 39 is een gemeentelijk monument in Baarn in de provincie Utrecht. Het huis staat in het Wilhelminapark dat onderdeel is van rijksbeschermd dorpsgezicht Prins Hendrikpark e.o.

## Oorsprong
De villa is in 1904 gebouwd naar een ontwerp van C. Sweris, destijds architect en makelaar te Baarn. De villa aan de Amsterdamsestraatweg bestaat uit een eclectische stijlmengeling met overwegend elementen uit de neorenaissance en enkele elementen ontleend aan de Jugendstil. Opvallend detail van de woning is het torentje. Dit heeft openslaande deuren en een omlopend balkonnetje.

## Bewoning
In 1931 werd er een internaat en jeugdweerkopleiding van de Jelburg gevestigd in de villa met de naam De Beuk. Nadat deze opleiding opgaat in Hogeschool Midden Nederland verdwijnt het instituut in 1987 uit Baarn. De villa heeft thans een kantoorbestemming.